# François Sybille
François Sybille (Luik, 9 oktober 1906 - 1968) was een Belgisch bokser.

## Levensloop
Hij nam deel aan de Olympische Zomerspelen van 1924 te Parijs bij de bantamgewichten, alwaar hij in de tweede ronde werd geëlimineerd door de latere bronzen medaillewinnaar Jean Ces.
In april 1929 won hij te Marseille de IBU-titel bij de lichtgewichten in een kamp tegen de Fransman Aime Raphael. In december van dat jaar ontmoette de twee elkaar opnieuw te Parijs, waarbij Sybille succesvol zijn titel verdedigde. In januari 1929 verloor hij de IBU-titel te Liverpool aan de Brit Alf Howard. Sybille werd gediskwalificeerd na een lage slag. In juni 1930 troffen beiden elkaar opnieuw te Brussel, waarbij hij zijn titel heroverde na een KO. Vervolgens verdedigde hij in oktober 1930 in zijn geboortestad de IBU-titel bij de lichtgewichten succesvol tegen de Fransman Henri Vuillamy. 
In juli 1931 verloor hij deze titel te Rotterdam aan de Nederlander Bep van Klaveren. Ook in een tweede kamp te Schaarbeek in maart 1932 moest hij de duimen leggen tegen deze Nederlander. In december 1932 heroverde Sybille wederom de IBU-titel bij de lichtgewichten te Schaarbeek tegen de Italiaan Cleto Locatelli, nadat Locatelli gediskwalificeerd werd wegens een te lage slag. Sybille verdedigde vervolgens deze titel succesvol in februari 1933 tegen de Brit Douglas Parker te Schaarbeek, in april 1933 tegen diens landgenoot Jim Hunter te Grimsby en in juni 1933 tegen de Fransman Victor Deckmyn te Parijs. In oktober 1933 verloor hij de IBU-titel bij de lichtgewichten te Rome aan Locatelli. In februari 1934 heroverde hij deze titel nogmaals in een gevecht te Schaarbeek tegen de Fransman Gustave Humery. In maart 1934 moest hij de titel vervolgens weer afstaan na een verloren kamp te Milaan tegen de Italiaan Carlo Orlandi.
In oktober 1934 ten slotte kampte hij tegen de Duitser Gustav Eder voor de IBU-titel bij de weltergewichten, maar verloor.